# Réserve naturelle d'État Mauna Kea Ice Age
La réserve naturelle d'État Mauna Kea Ice Age (anglais : Mauna Kea Ice Age Natural Area Reserve) est une réserve naturelle d'État qui inclut la carrière d'herminette du Mauna Kea, sur le versant sud du Mauna Kea, l'un des volcans d'Hawaï.

## Localisation
La réserve est accessible à partir de la route 200. Elle fait partie du Natural Area Reserves System (en) administré par le département des Terres et des Ressources naturelles d'Hawaï. Elle est voisine des observatoires du Mauna Kea. La réserve de superficie de 15,75 km2 a été créée en 1981.
Le sommet Puʻu Pōhaku est l'un des rares endroits avec un pergélisol sous les tropiques. En 2004, une rare espèce de punaise, Nysius wekiuicola a été localisé dans la réserve.

## Carrière d'herminette
La carrière a été utilisée par les Hawaïens de souche pour obtenir du basalte qui était utilisé pour faire divers outils dont des herminettes. Elle est située sur le sentier Mauna Kea près du sommet de la montagne et est la plus grande carrière préhistorique au monde. Le nom hawaïen de la carrière est Keanakāko‘i.
La carrière a été désignée National Historic Landmark 29 décembre 1962. Le 15 octobre 1966 il a été inscrit au Registre national des lieux historiques et le 21 mai 1981 il a été inscrit au registre d'État.